# Тодор Балкански
Тодор Георгиев Балкански е български езиковед. Завежда секция „Българска ономастика“ в Института за български език към Българската академия на науките.

## Биография
Роден е на 25 ноември 1944 г. в пазарджишкото село Сарая в семейство индустриалец, репресиран след национализацията. Завършва механотехникум в Пазарджик със специалност електротехника. Във Великотърновския университет завършва българска филология и история, след което прави аспирантура и докторантура в БАН. Работи като гимназиален учител в Стара Загора (1971 – 1972) и като асистент във Великотърновския университет (1972 – 1973). От 1974 г. е аспирант в Института за български език при БАН, където през 1979 г. защитава кандидатска дисертация на тема „Омоними, получени по словообразувателен път, в съвременния български език“. През 1996 г. защитава докторска дисертация на тема „Българите в Румъния. Език. Етнос. Етнонимия. Ономастика. Просопографии“.
След пенсионирането си живее в село Сарая, Пазарджишко, където умира на 27 ноември 2020 г.

## Творчество
Балкански е автор на над 450 статии и студии и над 40 монографии. В езиковата археология се смята за ученик на осетинския учен професор Василий Абаев. Сам той създава школа от престижни учени езикови археолози, между които водещи имена са Нено Неделчев, Николай Кутрев, Васил Кондов, Неда Павлова и други. Учител е на повече от 10 млади учени, които блестящо защитават дисертации под негово ръководство. 
Трудовете му са цитирани над 500 пъти в най-престижни публикации на водещи български и европейски учени. Негови публикации се съхраняват в Библиотеката на Конгреса на САЩ, университетските библиотеки на Принстън, Йейл, Бъркли, Оксфорд и много други научни библиотеки с източноевропейски колекции.
Водещи линии в научното му творчество са външните българи и остатъците от езика на прагарите, както и следите от дунавските и епирските власи в българската езикова територия.
Някои негови трудове с особена важност за българската наука и респективно за историята на българския народ са: „Трансилванските (седмиградски) българи“, Велико Търново, 1997, „Осман Нури Ефенди, Големият помак на българите“, Велико Търново, 1997, „Местни имена от Чепинското краище“, Велико Търново, 2008. Балкански е автор и на книгите „Арумъните по българските Родопи и техния говор“, „Езикови свидетелства за потурчванията в българските земи“, „Никола Вапцаров, България и българите“ и други.